# Solveig Sollie
Solveig Helene Sollie (* 19. April 1939 in Sørum) ist eine norwegische Politikerin der christdemokratischen Kristelig Folkeparti (KrF). Sie war von 1989 bis 1990 Ministerin in der Regierung Syse. Zwischen 1998 und 2004 war sie Fylkesmann der Provinz Telemark.

## Leben
Sollie arbeitete von 1958 bis 1961 als Aushilfslehrerin. Danach war sie bis 1985 Hausfrau, als solche jedoch in der Kommunalpolitik aktiv. Sie saß von 1975 bis 1985 im Stadtrat von Skien, in den Jahren 1979 bis 1981 war sie die stellvertretende Bürgermeisterin. Zwischen 1984 und 1991 war sie Mitglied im Vorstand ihrer Partei. Ab 1987 war sie dabei die stellvertretende Vorsitzende der KrF.
Nachdem sie 1981 noch den Einzug ins norwegische Parlament Storting verpasst hatte, zog sie 1985 erstmals ein. Sie repräsentierte dort bis 1997 die Provinz Telemark. In der Zeit ab 1993 war sie stellvertretende Fraktionsvorsitzende der KrF. Von 1992 bis 1993 war sie außerdem Teil des Vorstandes der eine Mitgliedschaft Norwegens in der EU ablehnenden Organisation Nei til EF.
Am 16. Oktober 1989 wurde Sollie zur Ministerin im Verbraucher- und Verwaltungsministerium ernannt. Zum 1. Januar 1990 wurde das Ministerium in ein Familien- und Verbraucherministerium umgewandelt. Sie führte ihr Amt bis zum Ende der Regierung Syse am 3. November 1990 aus.
1998 trat sie ihr Amt als neuer Fylkesmann von Telemark an. Sie stand der Provinz bis 2004 vor. Seit 2007 ist sie Ehrenmitglied der KrF.
Im Jahr 2018 unterstützte sie den damaligen Parteichef Knut Arild Hareide, der die Regierungszusammenarbeit mit der Fremskrittspartiet (FrP) ablehnte.